# فيكتوريا نيكسون
فيكتوريا نيكسون (بالإنجليزية: Victoria Nixon)‏ هي عارضة أزياء وكاتِبة بريطانية، ولدت في 7 يونيو 1948 في بارنسلي في المملكة المتحدة.

## وصلات خارجية
- الموقع الرسمي